# Epilecta
Epilecta é um gênero de traça pertencente à família Arctiidae.